# Stuka (Boszilovo)
Stuka (macedónul: Штука) település Észak-Macedóniában, a Délkeleti körzet Boszilovói járásában.

## Népesség
2002-ben 781 lakosa volt, akik mindannyian macedónok.